# Oglala Lakota County
Oglala Lakota County, bis Mai 2015 Shannon County, ist ein County im Bundesstaat South Dakota der Vereinigten Staaten. Das U.S. Census Bureau hat bei der Volkszählung 2020 eine Einwohnerzahl von 13.672 ermittelt.
Das County ist neben dem Todd County eines von zwei in South Dakota, die keine eigene Verwaltung und damit keinen offiziellen Verwaltungssitz (County Seat) haben. Stattdessen regelt ein Vertrag, dass die Verwaltung des benachbarten Fall River County in Hot Springs das Oglala Lakota County mitbetreut.
Das County gehört zu den Dry Counties, was bedeutet, dass der Verkauf von Alkohol eingeschränkt oder verboten ist. Es ist das einzige Dry County im Bundesstaat.
Im November 2014 entschied eine Volksabstimmung, dass der Name des Countys von Shannon in Oglala Lakota geändert wird. Diese Änderung wurde am 1. Mai 2015 durchgeführt. Der alte Name erinnerte an einen Richter am obersten Gericht des Staates South Dakota, der neue ist vom Volk der Oglala Lakota abgeleitet.
Das County ist das ärmste des Landes nach seinem Pro-Kopf Einkommen, nur 28 County Equivalents in den Territorien der Vereinigten Staaten sind ärmer. Mit nur 66,81 Jahren im Jahr 2014 ist es zudem das County mit der niedrigsten durchschnittlichen Lebenserwartung des gesamten Landes.

## Geographie

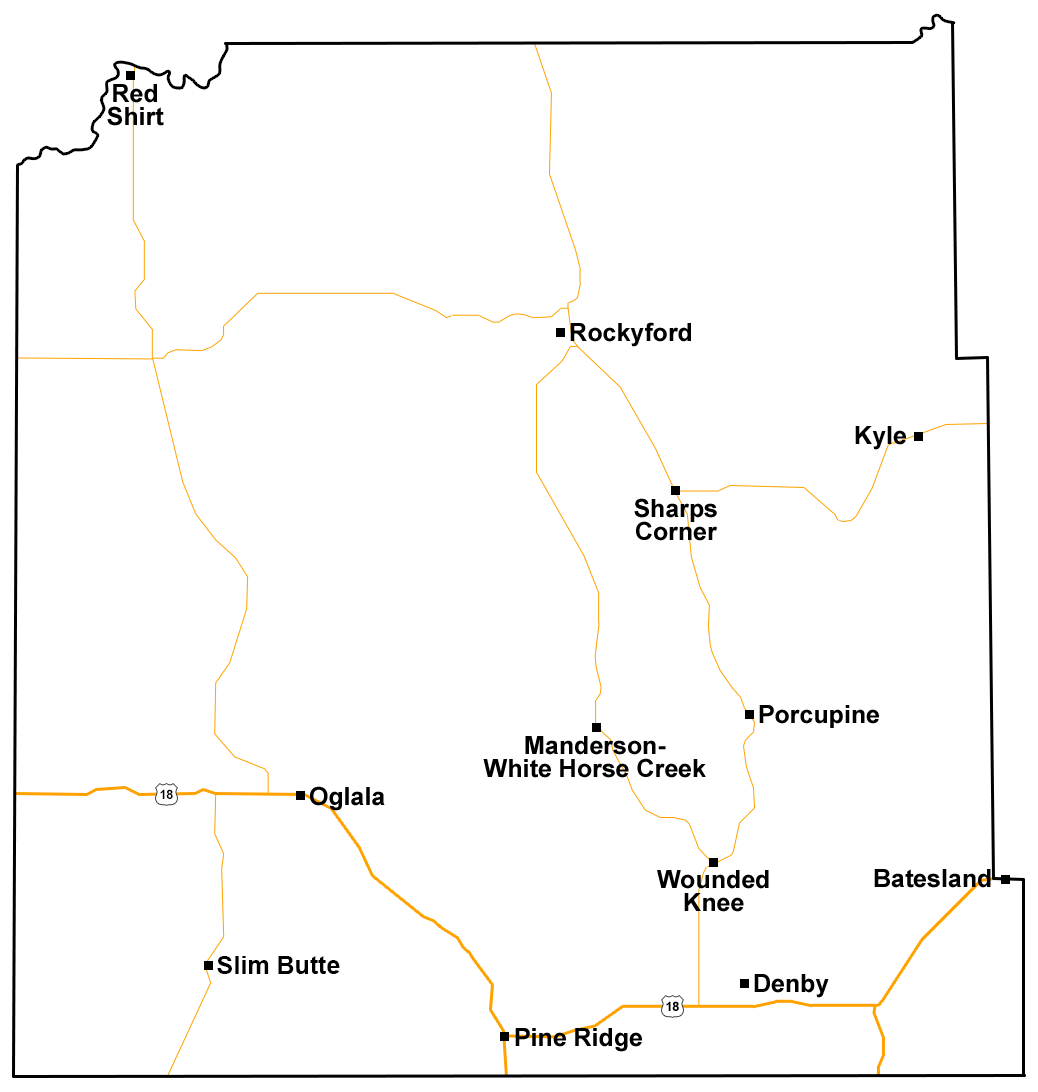
Siedlungen in Oglala Lakota County

Das County hat eine Fläche von 5.430 Quadratkilometern; davon sind 7 Quadratkilometer (0,13 Prozent) Wasserflächen. Er ist in zwei unorganisierte Territorien eingeteilt: West Oglala Lakota und East Oglala Lakota. In Oglala Lakota County liegt das Quellgebiet des Little White River (deutsch: Kleiner Weißer Fluss).
Das gesamte County gehört zur Pine-Ridge-Reservation, einem der ärmsten Gebiete auf dem amerikanischen Doppelkontinent. Ein Teil von Oglala Lakota County gehört zum Badlands-Nationalpark.

## Geschichte
Das County wurde am 11. Januar 1875 als Shannon County gebildet und nach Peter Shannon (1821–1899) benannt, dem obersten Richter des Dakota-Territoriums. 1883 wurde das Washington County aus den nördlichen Teilen des Countys gebildet und 1973 wieder in das County aufgenommen. Nach einer Abstimmung wurde es am 1. Mai 2015 in Oglala Lakota County umbenannt.

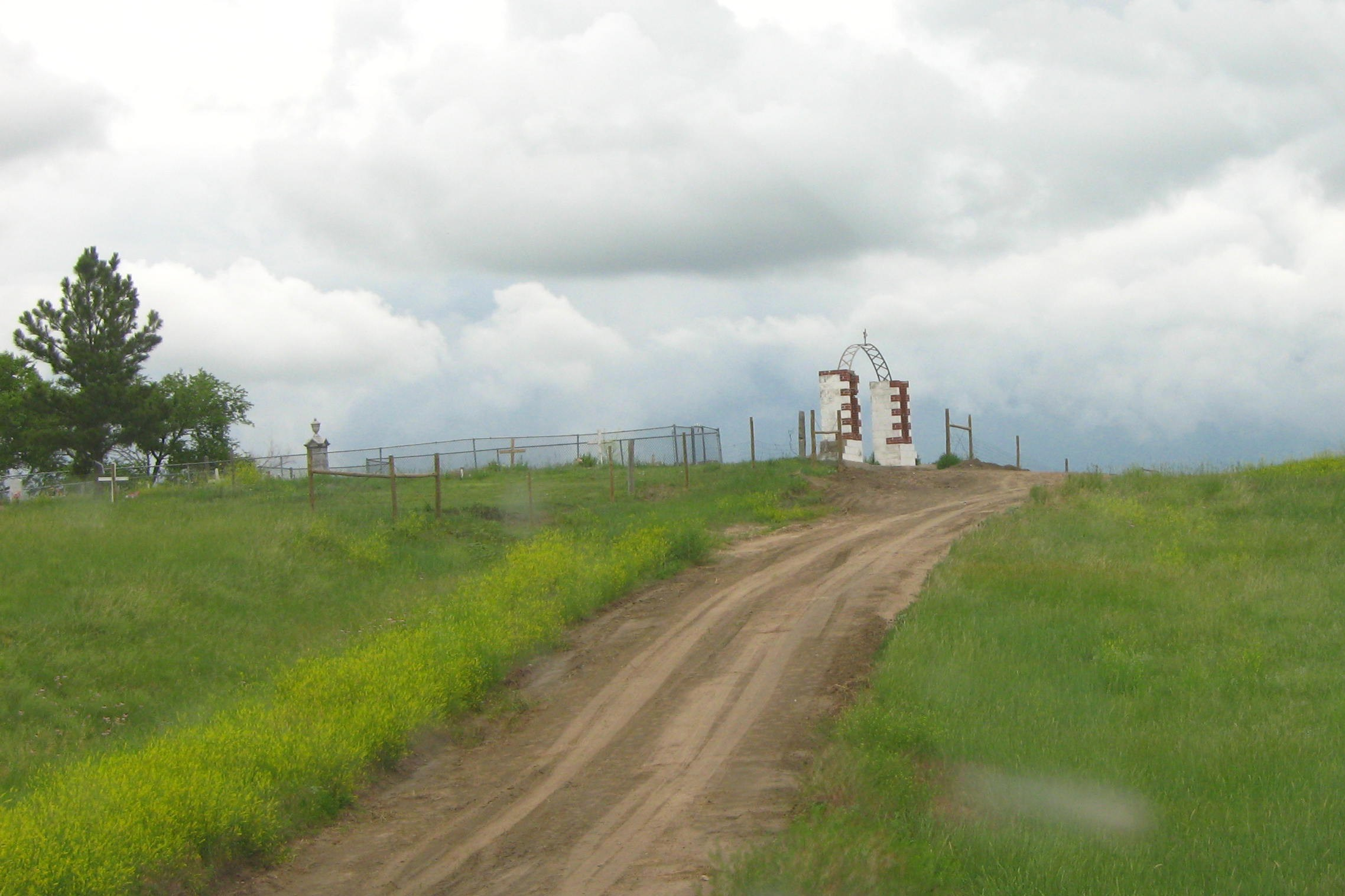
Begräbnisstätte in Wounded Knee

Ein Ort im County hat den Status einer National Historic Landmark, das Schlachtfeld Wounded Knee.

## Bevölkerungsentwicklung
94 % der Bevölkerung waren, laut der Volkszählung 2000, Indianer. Die meisten davon gehören dem Stamm der Oglala an.

## Städte und Gemeinden
Gemeinden (towns)
Dörfer (villages)
- Batesland

Census-designated places
- Kyle
- Manderson-White Horse Creek
- Oglala
- Pine Ridge
- Porcupine
- Wounded Knee